# Kratochvílův mlýn
Kratochvílův mlýn (německy: Otrubo Mühle, nizozemsky: Watermolen van Kratochvil) je vodní mlýn v Česku, nachází se na řece Jihlavě mezi obcemi Červená Lhota a Číhalín v okrese Třebíč v kraji Vysočina.

## Historie
V roce 1742 mlýn patřil vrchnosti, ta jej pronajala Janu Svobodovi, tehdy fungovala při mlýně i rámová jednolistá pila, později i kotoučová. Mlýn byl poháněn čtyřmi vodními koly na spodní vodu o průměru 3,55, 3,95, 3,48 a 3,26 metrů. Roku 1747 byl mlýn pronajat Františkovi Jansovi, v roce 1854 byl pronajat Kubištům a od roku 1892 rodině Kratochvílů.
Budova Kratochvílova mlýna sloužila až do roku 1953 jako mlýn se dvěma motory pro mletí obilí a řezání dřeva. Mlýn chátral a v roce 1978 byl prodán truhlářské dílně (Bytex). Původní mlýn byl zbourán a na jeho základech byl postavena ubytovna pro pracovníky truhlářské dílny. Po revoluci v roce 1989 upadla truhlářská dílna do konkursu a někdejší plány instalací dvou turbín nebyly dokončeny. V mlýně byla instalována prozatím jediná turbína, ale tu jeden z pozdějších majitelů prodal jako kovový šrot. V roce 2012 se začalo s přestavbou mlýna na ubytovací zařízení sloužící primárně pro nizozemské turisty.